# Кононенко Олександр Володимирович
Олександр Володимирович Кононенко (1994—2022) — майор Збройних Сил України, учасник російсько-української війни, що загинув у ході російського вторгнення в Україну в 2022 році.

## Життєпис
Олександр Кононенко народився 14 жовтня 1994 року в селі Калинівка (з 2020 року — Миколаївського старостинського округу Роменської міської територіальної громади) Роменського району на Сумщині. Після закінчення загальноосвітньої школи в рідному селі навчався в Національній академії сухопутних військ імені Гетьмана Петра Сагайдачного у Львові. Після закінчення закладу вступив до лав 17-ї окремої Криворізької танкової бригади ім. Костянтина Пестушка. Невдовзі він очолив самохідну батарею. Брав участь у війні на сході України у зоні АТО на Донбасі з 2017 року. З початком повномасштабного російського вторгнення в Україну перебував на передовій. Обіймав військову посаду заступника командира механізованого батальйону з артилерії. Під час бою на Луганщині Олександр Кононенко 13 квітня 2022 року був важко поранений, пізніше, 19 квітня 2022 року помер у госпіталі м. Дніпро від отриманих поранень. Чин прощання із загиблим проходив 23 квітня 2022 року на Алеї Слави в Ромнах. Олександра Кононенка поховали на кладовищі в рідному селі.

## Родина
У загиблого залишилися дружина та син.

## Нагороди
- Орден «За мужність» III ступеня (2022, посмертно) — за особисту мужність і самовіддані дії, виявлені у захисті державного суверенітету та територіальної цілісності України, вірність військовій присязі[6]

Також нагороджений відзнакою «За звитягу та вірність», почесним нагрудним знаком Головнокомандувача Збройних сил України «За досягнення у військовій службі» ІІ ступеня.